# كلوريد التيتانيوم الثنائي
كلوريد التيتانيوم الثنائي (أو ثنائي كلوريد التيتانيوم) مركب كيميائي، له الصيغة TiCl2، ويوجد على شكل صلب بلوري أسود.

## التحضير
يحضر هذا المركب من تفاعل عدم تناسب لمركب كلوريد التيتانيوم الثلاثي:
{\displaystyle \mathrm {2\ TiCl_{3}\longrightarrow TiCl_{2}+TiCl_{4}} }

## الخواص
يوجد المركب في الشروط القياسية على هيئة صلب بلوري أسود، وهو يتفكك مع الماء بتفاعل حلمهة. للمركب بنية تشبه بنية يوديد الكادميوم، حيث تقع مراكز التيتانيوم الثنائي على رؤوس ثماني سطوح، وتتناسق مع ست ربيطات من الكلوريد.